# Temporada 1996-97 de los Chicago Bulls
La temporada 1996-97 fue la trigesimoprimera de los Chicago Bulls en la NBA. La temporada regular acabaron con 69 victorias y 13 derrotas, ocupando la primera posición de la Conferencia Este, clasificándose para los playoffs, en los que se proclamaron campeones por quinta vez en su historia, derrotando en las Finales de la NBA a los Utah Jazz.

## Elecciones en elDraft
| Ronda | Puesto | Jugador       | Posición | Nacionalidad   | Universidad/Club |
| ----- | ------ | ------------- | -------- | -------------- | ---------------- |
| 1     | 29     | Travis Knight | Pívot    | Estados Unidos | Connecticut      |

## Temporada regular
| División Central    | División Central | División Central | División Central | División Central | División Central | División Central | División Central | División Central |
| Equipo              | G                | P                | %                | PD               | Casa             | Fuera            | Div              |                  |
| ------------------- | ---------------- | ---------------- | ---------------- | ---------------- | ---------------- | ---------------- | ---------------- | ---------------- |
| y-Chicago Bulls     | 69               | 13               | .841             | –                | 39–2             | 30–11            | 24–4             |                  |
| x-Atlanta Hawks     | 56               | 26               | .683             | 13               | 36–5             | 20–21            | 17–11            |                  |
| x-Detroit Pistons   | 54               | 28               | .659             | 15               | 30–11            | 24–17            | 17–11            |                  |
| x-Charlotte Hornets | 54               | 28               | .659             | 15               | 30–11            | 24–17            | 14–14            |                  |
| Cleveland Cavaliers | 42               | 40               | .512             | 27               | 25–16            | 17–24            | 13–15            |                  |
| Indiana Pacers      | 39               | 43               | .476             | 30               | 21–20            | 18–23            | 11–17            |                  |
| Milwaukee Bucks     | 33               | 49               | .402             | 36               | 20–21            | 13–28            | 10–18            |                  |
| Toronto Raptors     | 30               | 52               | .366             | 39               | 18–23            | 12–29            | 6–22             |                  |

## Playoffs

### Primera ronda
Chicago Bulls  vs. Washington Bullets
| Fecha       | Partido                                   | Ciudad   |
| ----------- | ----------------------------------------- | -------- |
| 25 de abril | Chicago Bulls 98, Washington Bullets 86   | Chicago  |
| 27 de abril | Chicago Bulls 109, Washington Bullets 104 | Chicago  |
| 30 de abril | Washington Bullets 95, Chicago Bulls 96   | Landover |
|             | Chicago Bulls gana las series 3-0         |          |

### Semifinales de Conferencia
Chicago Bulls  vs. Atlanta Hawks
| Fecha      | Partido                             | Ciudad  |
| ---------- | ----------------------------------- | ------- |
| 6 de mayo  | Chicago Bulls 100, Atlanta Hawks 97 | Chicago |
| 8 de mayo  | Chicago Bulls 95, Atlanta Hawks 103 | Chicago |
| 10 de mayo | Atlanta Hawks 80, Chicago Bulls 100 | Atlanta |
| 11 de mayo | Atlanta Hawks 80, Chicago Bulls 89  | Atlanta |
| 13 de mayo | Chicago Bulls 107, Atlanta Hawks 92 | Chicago |
|            | Chicago Bulls gana las series 4-1   |         |

### Finales de conferencia
Chicago Bulls  vs. Miami Heat
| Fecha      | Partido                           | Ciudad  |
| ---------- | --------------------------------- | ------- |
| 20 de mayo | Chicago Bulls 84, Miami Heat 77   | Chicago |
| 22 de mayo | Chicago Bulls 75, Miami Heat 68   | Chicago |
| 24 de mayo | Miami Heat 74, Chicago Bulls 98   | Miami   |
| 26 de mayo | Miami Heat 87, Chicago Bulls 80   | Miami   |
| 28 de mayo | Chicago Bulls 100, Miami Heat 87  | Chicago |
|            | Chicago Bulls gana las series 4-1 |         |

### Finales de la NBA
Chicago Bulls vs. Utah Jazz
| Fecha       | Partido                            | Ciudad         |
| ----------- | ---------------------------------- | -------------- |
| 1 de junio  | Chicago Bulls 84, Utah Jazz 82     | Chicago        |
| 4 de junio  | Chicago Bulls 97, Utah Jazz 85     | Chicago        |
| 6 de junio  | Utah Jazz 104, Chicago Bulls 93    | Salt Lake City |
| 8 de junio  | Utah Jazz 78, Chicago Bulls 73     | Salt Lake City |
| 11 de junio | Utah Jazz 88, Chicago Bulls 90     | Salt Lake City |
| 13 de junio | Chicago Bulls 90, Utah Jazz 86     | Chicago        |
|             | Chicago Bulls gana las finales 4-2 |                |

## Estadísticas

### Temporada regular
| Rk | Jugador         | Edad | Pos. | P  | PT | MP   | TC   | TCI  | %TC  | T3  | T3I | %T3  | TL  | TLI | %TL  | RO  | RD   | RT   | AS  | RB  | TAP | BP  | FP  | PTS  |
| -- | --------------- | ---- | ---- | -- | -- | ---- | ---- | ---- | ---- | --- | --- | ---- | --- | --- | ---- | --- | ---- | ---- | --- | --- | --- | --- | --- | ---- |
| 1  | Michael Jordan  | 33   | SG   | 82 | 82 | 37.9 | 11.2 | 23.1 | .486 | 1.4 | 3.6 | .374 | 5.9 | 7.0 | .833 | 1.4 | 4.5  | 5.9  | 4.3 | 1.7 | 0.5 | 2.0 | 1.9 | 29.6 |
| 2  | Scottie Pippen  | 31   | SF   | 82 | 82 | 37.7 | 7.9  | 16.7 | .474 | 1.9 | 5.2 | .368 | 2.5 | 3.5 | .701 | 2.0 | 4.5  | 6.5  | 5.7 | 1.9 | 0.5 | 2.6 | 2.6 | 20.2 |
| 3  | Dennis Rodman   | 35   | PF   | 55 | 54 | 35.4 | 2.3  | 5.2  | .448 | 0.1 | 0.3 | .263 | 0.9 | 1.6 | .568 | 5.8 | 10.2 | 16.1 | 3.1 | 0.6 | 0.3 | 2.0 | 3.1 | 5.7  |
| 4  | Toni Kukoč      | 28   | SF   | 57 | 15 | 28.2 | 5.0  | 10.6 | .471 | 0.9 | 2.6 | .331 | 2.4 | 3.1 | .770 | 1.6 | 2.9  | 4.6  | 4.5 | 1.1 | 0.5 | 1.6 | 1.7 | 13.2 |
| 5  | Luc Longley     | 28   | C    | 59 | 59 | 24.9 | 3.7  | 8.2  | .456 | 0.0 | 0.0 | .000 | 1.6 | 2.0 | .792 | 2.1 | 3.6  | 5.6  | 2.4 | 0.4 | 1.1 | 1.9 | 3.2 | 9.1  |
| 6  | Ron Harper      | 33   | PG   | 76 | 74 | 22.9 | 2.3  | 5.3  | .436 | 0.9 | 2.5 | .362 | 0.8 | 1.1 | .707 | 0.6 | 1.9  | 2.5  | 2.5 | 1.1 | 0.5 | 0.7 | 1.8 | 6.3  |
| 7  | Steve Kerr      | 31   | PG   | 82 | 0  | 22.7 | 3.0  | 5.7  | .533 | 1.3 | 2.9 | .464 | 0.7 | 0.8 | .806 | 0.4 | 1.2  | 1.6  | 2.1 | 0.8 | 0.0 | 0.5 | 1.2 | 8.1  |
| 8  | Jason Caffey    | 23   | PF   | 75 | 19 | 18.7 | 2.7  | 5.1  | .532 | 0.0 | 0.0 | .000 | 1.9 | 2.8 | .659 | 1.8 | 2.2  | 4.0  | 1.2 | 0.3 | 0.1 | 1.3 | 2.0 | 7.3  |
| 9  | Brian Williams  | 27   | C    | 9  | 0  | 15.3 | 2.9  | 7.0  | .413 | 0.0 | 0.0 |      | 1.2 | 1.7 | .733 | 1.6 | 2.1  | 3.7  | 1.3 | 0.3 | 0.6 | 1.2 | 2.2 | 7.0  |
| 10 | Randy Brown     | 28   | PG   | 72 | 3  | 14.7 | 1.9  | 4.6  | .420 | 0.1 | 0.3 | .182 | 0.8 | 1.2 | .679 | 0.5 | 1.1  | 1.5  | 1.8 | 1.1 | 0.2 | 0.8 | 1.6 | 4.7  |
| 11 | Bill Wennington | 33   | C    | 61 | 19 | 12.8 | 1.9  | 3.9  | .498 | 0.0 | 0.0 | .000 | 0.7 | 0.9 | .830 | 0.8 | 1.4  | 2.1  | 0.7 | 0.2 | 0.2 | 0.5 | 2.2 | 4.6  |
| 12 | Robert Parish   | 43   | C    | 43 | 3  | 9.4  | 1.6  | 3.3  | .490 | 0.0 | 0.0 |      | 0.5 | 0.7 | .677 | 1.0 | 1.1  | 2.1  | 0.5 | 0.1 | 0.4 | 0.7 | 0.9 | 3.7  |
| 13 | Jud Buechler    | 28   | SF   | 76 | 0  | 9.3  | 0.8  | 2.1  | .367 | 0.2 | 0.7 | .333 | 0.1 | 0.2 | .357 | 0.6 | 1.1  | 1.7  | 0.8 | 0.3 | 0.3 | 0.4 | 0.7 | 1.8  |
| 14 | Dickey Simpkins | 24   | PF   | 48 | 0  | 8.2  | 0.6  | 1.9  | .333 | 0.0 | 0.1 | .250 | 0.6 | 0.8 | .700 | 0.8 | 1.2  | 1.9  | 0.6 | 0.1 | 0.1 | 0.7 | 0.9 | 1.9  |
| 15 | Matt Steigenga  | 26   | SF   | 2  | 0  | 6.0  | 0.5  | 2.0  | .250 | 0.0 | 1.0 | .000 | 0.5 | 1.0 | .500 | 0.0 | 1.5  | 1.5  | 1.0 | 0.5 | 0.5 | 1.0 | 0.5 | 1.5  |

### Playoffs
| Rk | Jugador        | Edad | Pos. | P  | PT | MP   | TC   | TCI  | %TC  | T3  | T3I | %T3  | TL  | TLI | %TL  | RO  | RD  | RT  | AS  | RB  | TAP | BP  | FP  | PTS  |
| -- | -------------- | ---- | ---- | -- | -- | ---- | ---- | ---- | ---- | --- | --- | ---- | --- | --- | ---- | --- | --- | --- | --- | --- | --- | --- | --- | ---- |
| 1  | Michael Jordan | 33   | SG   | 19 | 19 | 42.3 | 11.9 | 26.2 | .456 | 0.7 | 3.5 | .194 | 6.5 | 7.8 | .831 | 2.2 | 5.7 | 7.9 | 4.8 | 1.6 | 0.9 | 2.6 | 2.4 | 31.1 |
| 2  | Scottie Pippen | 31   | SF   | 19 | 19 | 39.6 | 6.8  | 16.3 | .417 | 2.1 | 5.9 | .345 | 3.6 | 4.5 | .791 | 1.9 | 4.9 | 6.8 | 3.8 | 1.5 | 0.9 | 2.9 | 2.6 | 19.2 |
| 3  | Dennis Rodman  | 35   | PF   | 19 | 14 | 28.2 | 1.6  | 4.3  | .370 | 0.2 | 0.8 | .250 | 0.8 | 1.4 | .577 | 3.1 | 5.3 | 8.4 | 1.4 | 0.5 | 0.2 | 1.5 | 3.9 | 4.2  |
| 4  | Ron Harper     | 33   | PG   | 19 | 19 | 27.1 | 2.6  | 6.6  | .400 | 1.1 | 3.2 | .344 | 1.1 | 1.5 | .750 | 1.1 | 3.2 | 4.3 | 3.0 | 1.3 | 0.7 | 0.6 | 2.3 | 7.5  |
| 5  | Luc Longley    | 28   | C    | 19 | 19 | 22.7 | 3.0  | 5.5  | .548 | 0.0 | 0.0 |      | 0.5 | 1.4 | .385 | 2.1 | 2.4 | 4.4 | 1.8 | 0.4 | 0.8 | 1.5 | 3.4 | 6.5  |
| 6  | Toni Kukoč     | 28   | SF   | 19 | 0  | 22.3 | 2.4  | 6.6  | .360 | 1.0 | 2.8 | .358 | 2.2 | 3.1 | .707 | 0.7 | 2.2 | 2.8 | 2.8 | 0.7 | 0.2 | 0.9 | 1.6 | 7.9  |
| 7  | Steve Kerr     | 31   | PG   | 19 | 0  | 17.9 | 1.7  | 4.1  | .429 | 0.8 | 2.2 | .381 | 0.7 | 0.7 | .929 | 0.2 | 0.7 | 0.9 | 1.1 | 0.9 | 0.1 | 0.4 | 1.3 | 5.0  |
| 8  | Brian Williams | 27   | C    | 19 | 0  | 17.7 | 2.6  | 5.5  | .481 | 0.0 | 0.0 |      | 0.8 | 1.6 | .516 | 1.6 | 2.1 | 3.7 | 0.6 | 1.0 | 0.4 | 0.7 | 3.3 | 6.1  |
| 9  | Jason Caffey   | 23   | PF   | 17 | 5  | 9.8  | 0.9  | 1.9  | .455 | 0.0 | 0.0 |      | 0.6 | 0.8 | .786 | 1.5 | 1.0 | 2.5 | 0.9 | 0.2 | 0.2 | 0.7 | 1.6 | 2.4  |
| 10 | Robert Parish  | 43   | C    | 2  | 0  | 9.0  | 0.5  | 3.5  | .143 | 0.0 | 0.0 |      | 0.0 | 0.0 |      | 1.0 | 1.0 | 2.0 | 0.0 | 0.0 | 1.5 | 0.0 | 1.0 | 1.0  |
| 11 | Jud Buechler   | 28   | SF   | 18 | 0  | 7.7  | 0.7  | 1.7  | .419 | 0.2 | 0.7 | .333 | 0.2 | 0.3 | .600 | 0.5 | 0.8 | 1.3 | 0.3 | 0.2 | 0.1 | 0.1 | 0.8 | 1.8  |
| 12 | Randy Brown    | 28   | PG   | 17 | 0  | 5.8  | 0.5  | 1.8  | .300 | 0.0 | 0.0 |      | 0.2 | 0.3 | .600 | 0.2 | 0.4 | 0.6 | 0.4 | 0.5 | 0.1 | 0.2 | 1.3 | 1.2  |

## Galardones y récords
| Jugador/Persona | Galardón                                                                                          |
| Michael Jordan  | MVP de las Finales de la NBA Mejor quinteto de la NBA Mejor quinteto defensivo de la NBA All-Star |
| Scottie Pippen  | Mejor quinteto de la NBA 2.º Mejor quinteto defensivo de la NBA All-Star                          |